# Béziers
Béziers (Besièrs, em occitano) é uma comuna francesa situada no departamento de Hérault, na região de Occitânia. A cidade conta com uma população de 69 153 hab. (1999) e área de 95,48 km².
Os habitantes de Béziers são conhecidos como Biterrois (masc.) ou Biterroises (fem.), por causa de Biterrae ou Baeterrae, o nome romano da cidade.

## História
Na Antiguidade, a cidade Beterras dos Septimanos (Baeterrae Septimanorum) fazia parte da Gália Narbonense, e era habitada pelos volcas tectósagos.
Na Idade Média, foi palco do Massacre de Béziers, em 1209, durante a cruzada albigense.